# Raimon Vidal de Bezaudun
Raimon Vidal de Bezaudun(n), in catalano Ramon Vidal de Besalú, in francese Raymond Vidal de Besaudun (1196 – 1252), è stato un trovatore, poeta e grammatico catalano originario di Besalú.
Famoso per essere stato l'autore del primo trattato poetico di una lingua romanza (l'occitano), le Razos de trobar (ca. 1210).

## Biografia
Inizia la sua carriera di joglar trascorrendo i suoi anni di formazione alla corte di Hug de Mataplana, ricordato spesso nelle sue poesie e canzoni.
Lo troviamo inoltre nelle corti di Catalogna, di Spagna e della Francia meridionale.

## Opera
Nelle Razos, Raimon fa la distinzione fra la "parladura francesa" e "cella de Lemosin" (occitana). Tratta inoltre dell'arte di coloro che si dedicano all'ascolto (li auzidor) e la loro responsabilità nel comprendere le opere dei trovatori. Raimon insiste sul fatto che l'uditorio debba capire ciò che viene cantato e rimanere in silenzio durante l'esecuzione musicale, cosa questa considerata fondante per la storia della musica classica. Verso di lui gli ascoltatori erano tenuti a chiedere cosa non avessero capito al riguardo ("una delle cose più sagge al mondo") e ad essere schietti nel dare un giudizio sulla qualità dell'opera, lodando della forma la grandezza e condannandone l'inadeguatezza. Vidal si prese briga di discutere sulla superiorità del lemosí (o Lemozi, vale a dire occitano in senso generale) sulle altre parlate volgari, suggerendo al poeta fiorentino Dante Alighieri la stesura del suo De vulgari eloquentia dove giustifica la predilezione sull'uso del toscano volgare rispetto anche all'occitano. Le Razos terminano con un glossario occitano-italiano. Successivamente, sempre nel XIII secolo, Terramagnino da Pisa riscrive in versi le Razos, mentre un po' più in là nel tempo Jofre de Foixà ampliò la versione di Vidal nella sua opera Regles de trobar, commissionata da Giacomo II di Sicilia.
Oltre a summenzionato trattato, si sono conservati diversi frammenti di testi poetici e tre narrativi nella forma di romanzi cavallereschi, tra i quali il più famoso è So fo e·l temps qu'om era gais, in cui tratta in modo elogiativo Raimon de Miraval, uno dei primi trovatori. Nel nova, Raimon presenta due dame che si contendono un cavaliere. Il nova o ensenhamen, chiamato Abril issi'e mays intrava, dove ancora parla di Miraval (e dei tre figli di Enrico II d'Inghilterra: Enricx, Richartz e Jofrés), è una valutazione della letteratura contemporanea e una delle migliori descrizioni del joglar in nostro possesso. In ultimo, i Castiagilós, molto simili ai fabliaux francesi, in cui si narra la storia di un marito geloso che viene infine convinto che i suoi sospetti risultano infondati.
Vidal scrisse al culmine della popolarità dei trovatori e come egli dice: